# 2025-ös Formula–1 belga nagydíj
A belga nagydíj a 2025-ös Formula–1 világbajnokság tizenharmadik futama volt, amelyet 2025. július 25. és július 27. között rendeztek meg a Circuit de Spa-Francorchamps versenypályán, Spában.

## Választható keverékek
| Abroncs              | Friss | Használt |
| -------------------- | ----- | -------- |
| Kemény keverék (C1)  |       |          |
| Közepes keverék (C3) |       |          |
| Lágy keverék (C4)    |       |          |
| Átmeneti esőgumi (I) |       |          |
| Teljes esőgumi (W)   |       |          |

## Szabadedzés
A belga nagydíj szabadedzését július 25-én, pénteken délután tartották, magyar idő szerint 12:30-tól.
| helyezés | versenyző             | csapat/motor                 | elért idő | különbség | futott kör |
| -------- | --------------------- | ---------------------------- | --------- | --------- | ---------- |
| 1.       | Oscar Piastri         | McLaren-Mercedes             | 1:42,022  | –         | 23         |
| 2.       | Max Verstappen        | Red Bull-Honda RBPT          | 1:42,426  | +0,404    | 23         |
| 3.       | Lando Norris          | McLaren-Mercedes             | 1:42,526  | +0,504    | 22         |
| 4.       | George Russell        | Mercedes                     | 1:42,598  | +0,576    | 27         |
| 5.       | Charles Leclerc       | Ferrari                      | 1:42,928  | +0,906    | 22         |
| 6.       | Andrea Kimi Antonelli | Mercedes                     | 1:42,979  | +0,957    | 23         |
| 7.       | Lewis Hamilton        | Ferrari                      | 1:43,085  | +1,063    | 24         |
| 8.       | Lance Stroll          | Aston Martin Aramco-Mercedes | 1:43,112  | +1,090    | 17         |
| 9.       | Fernando Alonso       | Aston Martin Aramco-Mercedes | 1:43,120  | +1,098    | 22         |
| 10.      | Isack Hadjar          | Racing Bulls-Honda RBPT      | 1:43,122  | +1,100    | 19         |
| 11.      | Carlos Sainz Jr.      | Williams-Mercedes            | 1:43,217  | +1,195    | 16         |
| 12.      | Alexander Albon       | Williams-Mercedes            | 1:43,261  | +1,239    | 24         |
| 13.      | Gabriel Bortoleto     | Kick Sauber-Ferrari          | 1:43,262  | +1,240    | 25         |
| 14.      | Nico Hülkenberg       | Kick Sauber-Ferrari          | 1:43,470  | +1,448    | 20         |
| 15.      | Liam Lawson           | Racing Bulls-Honda RBPT      | 1:43,478  | +1,456    | 21         |
| 16.      | Esteban Ocon          | Haas-Ferrari                 | 1:43,570  | +1,548    | 22         |
| 17.      | Pierre Gasly          | Alpine-Renault               | 1:43,929  | +1,907    | 21         |
| 18.      | Cunoda Júki           | Red Bull-Honda RBPT          | 1:44,492  | +2,470    | 23         |
| 19.      | Franco Colapinto      | Alpine-Renault               | 1:44,847  | +2,825    | 21         |
| 20.      | Oliver Bearman        | Haas-Ferrari                 | 1:45,077  | +3,055    | 22         |

## Sprintidőmérő
A belga nagydíj sprintidőmérőjét július 25-én, pénteken délután tartották, magyar idő szerint 16:30-tól.
| helyezés              | rajtszám | versenyző             | csapat/motor                 | SQ1      | SQ2      | SQ3      | rajthely | futott kör |
| --------------------- | -------- | --------------------- | ---------------------------- | -------- | -------- | -------- | -------- | ---------- |
| 1                     | 81       | Oscar Piastri         | McLaren-Mercedes             | 1:41,769 | 1:42,128 | 1:40,510 | 1        | 11         |
| 2                     | 1        | Max Verstappen        | Red Bull Racing-Honda RBPT   | 1:42,043 | 1:41,583 | 1:40,987 | 2        | 9          |
| 3                     | 4        | Lando Norris          | McLaren-Mercedes             | 1:42,068 | 1:41,412 | 1:41,128 | 3        | 12         |
| 4                     | 16       | Charles Leclerc       | Ferrari                      | 1:42,763 | 1:41,786 | 1:41,278 | 4        | 12         |
| 5                     | 31       | Esteban Ocon          | Haas-Ferrari                 | 1:42,822 | 1:41,801 | 1:41,565 | 5        | 12         |
| 6                     | 55       | Carlos Sainz Jr.      | Williams-Mercedes            | 1:42,776 | 1:42,051 | 1:41,761 | 6        | 11         |
| 7                     | 87       | Oliver Bearman        | Haas-Ferrari                 | 1:43,024 | 1:42,019 | 1:41,857 | 7        | 12         |
| 8                     | 10       | Pierre Gasly          | Alpine-Renault               | 1:43,171 | 1:41,949 | 1:41,959 | 8        | 12         |
| 9                     | 6        | Isack Hadjar          | Racing Bulls-Honda RBPT      | 1:42,711 | 1:42,088 | 1:41,971 | 9        | 11         |
| 10                    | 5        | Gabriel Bortoleto     | Kick Sauber-Ferrari          | 1:42,806 | 1:41,901 | 1:42,176 | 10       | 12         |
| 11                    | 30       | Liam Lawson           | Racing Bulls-Honda RBPT      | 1:42,897 | 1:42,169 |          | 11       | 9          |
| 12                    | 22       | Cunoda Júki           | Red Bull Racing-Honda RBPT   | 1:42,912 | 1:42,184 |          | 12       | 9          |
| 13                    | 63       | George Russell        | Mercedes                     | 1:42,650 | 1:42,330 |          | 13       | 8          |
| 14                    | 14       | Fernando Alonso       | Aston Martin Aramco-Mercedes | 1:42,427 | 1:42,453 |          | 14       | 7          |
| 15                    | 18       | Lance Stroll          | Aston Martin Aramco-Mercedes | 1:42,736 | 1:42,832 |          | 15       | 8          |
| 16                    | 23       | Alexander Albon       | Williams-Mercedes            | 1:43,212 |          |          | 16       | 6          |
| 17                    | 27       | Nico Hülkenberg       | Kick Sauber-Ferrari          | 1:43,217 |          |          | 17       | 6          |
| 18                    | 44       | Lewis Hamilton        | Ferrari                      | 1:43,408 |          |          | 18       | 6          |
| 19                    | 43       | Franco Colapinto      | Alpine-Renault               | 1:43,587 |          |          | boxutca  | 6          |
| 20                    | 12       | Andrea Kimi Antonelli | Mercedes                     | 1:45,394 |          |          | 19       | 6          |
| 107%-os idő: 1:48,892 |          |                       |                              |          |          |          |          |            |

## Sprintfutam
A belga nagydíj sprintfutamát július 26-án, szombat délelőtt tartották, magyar idő szerint 12:00-tól.
| helyezés | rajtszám | versenyző             | csapat/motor                 | futott kör | idő/kiesés oka | rajthely | pont |
| -------- | -------- | --------------------- | ---------------------------- | ---------- | -------------- | -------- | ---- |
| 1        | 1        | Max Verstappen        | Red Bull Racing-Honda RBPT   | 15         | 26:37,997      | 2        | 8    |
| 2        | 81       | Oscar Piastri         | McLaren-Mercedes             | 15         | +0,753         | 1        | 7    |
| 3        | 4        | Lando Norris          | McLaren-Mercedes             | 15         | +1,414         | 3        | 6    |
| 4        | 16       | Charles Leclerc       | Ferrari                      | 15         | +10,176        | 4        | 5    |
| 5        | 31       | Esteban Ocon          | Haas-Ferrari                 | 15         | +13,789        | 5        | 4    |
| 6        | 55       | Carlos Sainz Jr.      | Williams-Mercedes            | 15         | +14,964        | 6        | 3    |
| 7        | 87       | Oliver Bearman        | Haas-Ferrari                 | 15         | +18,610        | 7        | 2    |
| 8        | 6        | Isack Hadjar          | Racing Bulls-Honda RBPT      | 15         | +19,119        | 9        | 1    |
| 9        | 5        | Gabriel Bortoleto     | Kick Sauber-Ferrari          | 15         | +22,183        | 10       |      |
| 10       | 30       | Liam Lawson           | Racing Bulls-Honda RBPT      | 15         | +22,897        | 11       |      |
| 11       | 22       | Cunoda Júki           | Red Bull Racing-Honda RBPT   | 15         | +24,551        | 12       |      |
| 12       | 63       | George Russell        | Mercedes                     | 15         | +25,969        | 13       |      |
| 13       | 18       | Lance Stroll          | Aston Martin Aramco-Mercedes | 15         | +26,595        | 15       |      |
| 14       | 14       | Fernando Alonso       | Aston Martin Aramco-Mercedes | 15         | +29,046        | 14       |      |
| 15       | 44       | Lewis Hamilton        | Ferrari                      | 15         | +30,175        | 18       |      |
| 16       | 23       | Alexander Albon       | Williams-Mercedes            | 15         | +30,941        | 16       |      |
| 17       | 12       | Andrea Kimi Antonelli | Mercedes                     | 15         | +31,981        | 19       |      |
| 18       | 27       | Nico Hülkenberg       | Kick Sauber-Ferrari          | 15         | +32,867        | 17       |      |
| 19       | 43       | Franco Colapinto      | Alpine-Renault               | 15         | +38,072        | boxutca  |      |
| Ki       | 10       | Pierre Gasly          | Alpine-Renault               | 12         | kiállt         | 8        |      |

## Időmérő edzés
A belga nagydíj időmérő edzését július 26-án, szombat délután tartották, magyar idő szerint 16:00-tól.
| helyezés              | rajtszám | versenyző             | csapat/motor                 | Q1       | Q2       | Q3       | rajthely | futott kör |
| --------------------- | -------- | --------------------- | ---------------------------- | -------- | -------- | -------- | -------- | ---------- |
| 1                     | 4        | Lando Norris          | McLaren-Mercedes             | 1:41,010 | 1:40,715 | 1:40,562 | 1        | 20         |
| 2                     | 81       | Oscar Piastri         | McLaren-Mercedes             | 1:41,201 | 1:40,626 | 1:40,647 | 2        | 21         |
| 3                     | 16       | Charles Leclerc       | Ferrari                      | 1:41,635 | 1:41,084 | 1:40,900 | 3        | 18         |
| 4                     | 1        | Max Verstappen        | Red Bull Racing-Honda RBPT   | 1:41,334 | 1:40,951 | 1:40,903 | 4        | 15         |
| 5                     | 23       | Alexander Albon       | Williams-Mercedes            | 1:41,772 | 1:41,505 | 1:41,201 | 5        | 20         |
| 6                     | 63       | George Russell        | Mercedes                     | 1:41,784 | 1:41,254 | 1:41,260 | 6        | 18         |
| 7                     | 22       | Cunoda Júki           | Red Bull Racing-Honda RBPT   | 1:41,840 | 1:41,245 | 1:41,284 | 7        | 17         |
| 8                     | 6        | Isack Hadjar          | Racing Bulls-Honda RBPT      | 1:41,572 | 1:41,281 | 1:41,310 | 8        | 19         |
| 9                     | 30       | Liam Lawson           | Racing Bulls-Honda RBPT      | 1:41,748 | 1:41,297 | 1:41,328 | 9        | 20         |
| 10                    | 5        | Gabriel Bortoleto     | Kick Sauber-Ferrari          | 1:41,908 | 1:41,336 | 1:42,387 | 10       | 18         |
| 11                    | 31       | Esteban Ocon          | Haas-Ferrari                 | 1:41,884 | 1:41,525 |          | 11       | 14         |
| 12                    | 87       | Oliver Bearman        | Haas-Ferrari                 | 1:41,617 | 1:41,617 |          | 12       | 13         |
| 13                    | 10       | Pierre Gasly          | Alpine-Renault               | 1:41,800 | 1:41,633 |          | 13       | 14         |
| 14                    | 27       | Nico Hülkenberg       | Kick Sauber-Ferrari          | 1:41,844 | 1:41,707 |          | 14       | 14         |
| 15                    | 55       | Carlos Sainz Jr.      | Williams-Mercedes            | 1:41,691 | 1:41,758 |          | boxutca  | 13         |
| 16                    | 44       | Lewis Hamilton        | Ferrari                      | 1:41,939 |          |          | boxutca  | 8          |
| 17                    | 43       | Franco Colapinto      | Alpine-Renault               | 1:42,022 |          |          | 15       | 8          |
| 18                    | 12       | Andrea Kimi Antonelli | Mercedes                     | 1:42,139 |          |          | boxutca  | 6          |
| 19                    | 14       | Fernando Alonso       | Aston Martin Aramco-Mercedes | 1:42,385 |          |          | boxutca  | 8          |
| 20                    | 18       | Lance Stroll          | Aston Martin Aramco-Mercedes | 1:42,502 |          |          | 16       | 8          |
| 107%-os idő: 1:48,080 |          |                       |                              |          |          |          |          |            |

## Futam
A belga nagydíj futamát július 27-én, vasárnap délután tartották, magyar idő szerint 15:00-tól.
| helyezés | rajtszám | versenyző             | csapat/motor                 | futott kör | idő/kiesés oka | rajthely | pont |
| -------- | -------- | --------------------- | ---------------------------- | ---------- | -------------- | -------- | ---- |
| 1        | 81       | Oscar Piastri         | McLaren-Mercedes             | 44         | 1:25:22,601    | 2        | 25   |
| 2        | 4        | Lando Norris          | McLaren-Mercedes             | 44         | +3,415         | 1        | 18   |
| 3        | 16       | Charles Leclerc       | Ferrari                      | 44         | +20,185        | 3        | 15   |
| 4        | 1        | Max Verstappen        | Red Bull Racing-Honda RBPT   | 44         | +21,731        | 4        | 12   |
| 5        | 63       | George Russell        | Mercedes                     | 44         | +34,863        | 6        | 10   |
| 6        | 23       | Alexander Albon       | Williams-Mercedes            | 44         | +39,926        | 5        | 8    |
| 7        | 44       | Lewis Hamilton        | Ferrari                      | 44         | +40,679        | boxutca  | 6    |
| 8        | 30       | Liam Lawson           | Racing Bulls-Honda RBPT      | 44         | +52,033        | 9        | 4    |
| 9        | 5        | Gabriel Bortoleto     | Kick Sauber-Ferrari          | 44         | +56,434        | 10       | 2    |
| 10       | 10       | Pierre Gasly          | Alpine-Renault               | 44         | +1:12,714      | 13       | 1    |
| 11       | 87       | Oliver Bearman        | Haas-Ferrari                 | 44         | +1:13,145      | 12       |      |
| 12       | 27       | Nico Hülkenberg       | Kick Sauber-Ferrari          | 44         | +1:13,628      | 14       |      |
| 13       | 22       | Cunoda Júki           | Red Bull Racing-Honda RBPT   | 44         | +1:15,395      | 7        |      |
| 14       | 18       | Lance Stroll          | Aston Martin Aramco-Mercedes | 44         | +1:19,831      | 16       |      |
| 15       | 31       | Esteban Ocon          | Haas-Ferrari                 | 44         | +1:26,073      | 11       |      |
| 16       | 12       | Andrea Kimi Antonelli | Mercedes                     | 44         | +1:26,721      | boxutca  |      |
| 17       | 14       | Fernando Alonso       | Aston Martin Aramco-Mercedes | 44         | +1:27,924      | boxutca  |      |
| 18       | 55       | Carlos Sainz Jr.      | Williams-Mercedes            | 44         | +1:32,024      | boxutca  |      |
| 19       | 43       | Franco Colapinto      | Alpine-Renault               | 44         | +1:35,250      | 15       |      |
| 20       | 6        | Isack Hadjar          | Racing Bulls-Honda RBPT      | 43         | +1 kör         | 8        |      |

## A világbajnokság állása a verseny után
| H   | Versenyzők            | Pont | H   | Konstruktőrök                | Pont |
| --- | --------------------- | ---- | --- | ---------------------------- | ---- |
| 1.  | Oscar Piastri         | 266  | 1.  | McLaren-Mercedes             | 516  |
| 2.  | Lando Norris          | 250  | 2.  | Ferrari                      | 248  |
| 3.  | Max Verstappen        | 185  | 3.  | Mercedes                     | 220  |
| 4.  | George Russell        | 157  | 4.  | Red Bull Racing-Honda RBPT   | 192  |
| 5.  | Charles Leclerc       | 139  | 5.  | Williams-Mercedes            | 70   |
| 6.  | Lewis Hamilton        | 109  | 6.  | Kick Sauber-Ferrari          | 43   |
| 7.  | Andrea Kimi Antonelli | 63   | 7.  | Racing Bulls-Honda RBPT      | 41   |
| 8.  | Alexander Albon       | 54   | 8.  | Aston Martin Aramco-Mercedes | 36   |
| 9.  | Nico Hülkenberg       | 37   | 9.  | Haas-Ferrari                 | 35   |
| 10. | Esteban Ocon          | 27   | 10. | Alpine-Renault               | 20   |

(A teljes táblázat)

## Statisztikák
- Vezető helyen:
  - Lando Norris: 6 kör (1–4 és 12-13)
  - Oscar Piastri: 38 kör (5-11 és 14-44)
- Lando Norris 13. pole-pozíciója.
- Oscar Piastri 8. futamgyőzelme.
- Andrea Kimi Antonelli 2. versenyben futott leggyorsabb köre.
- A McLaren 199. futamgyőzelme.
- A McLaren 55. kettős győzelme.
- Oscar Piastri 21., Lando Norris 37., és Charles Leclerc 48. dobogós helyezése.
- Cunoda Júki 100. Formula–1-es nagydíja.[1]